# Campionato asiatico e oceaniano femminile di pallavolo 1993
Il VII campionato asiatico e oceaniano femminile di pallavolo si è svolto dal 24 al 31 luglio 1993 a Shanghai, in Cina. Al torneo hanno partecipato 14 squadre nazionali asiatiche ed oceaniane e la vittoria finale è andata per la quinta volta, la quarta consecutiva, alla Cina.

## Classifica finale
| Classifica | Squadre        |
| ---------- | -------------- |
|            | Cina           |
|            | Giappone       |
|            | Corea del Sud  |
| 4          | Taipei cinese  |
| 5          | Kazakistan     |
| 6          | Uzbekistan     |
| 7          | Thailandia     |
| 8          | Indonesia      |
| 9          | Corea del Nord |
| 10         | Australia      |
| 11         | Nuova Zelanda  |
| 12         | Hong Kong      |
| 13         | Filippine      |
| 14         | Sri Lanka      |